# 中山祥徳
中山 祥徳（なかやま よしのり、1996年7月2日 - ）は、日本の男性声優。愛知県出身。アンシェリ所属。

## 来歴
プロ・フィット声優養成所卒。
2025年4月1日、リンク・プランの声優マネジメントの終了及び同事業がアンシェリに引き継がれたことに伴い所属事務所名が変更された。

## 人物
趣味はカメラ、飼育、動画編集、ツーリング、ロードバイク、サバゲー。特技はドラム、三枚おろし。
資格は普通自動車免許、普通自動二輪免許。

## 出演
太字はメインキャラクター。

### テレビアニメ
2019年
- ダンベル何キロ持てる?（ジムの会員）

2020年
- 放課後ていぼう日誌（手芸部員）
- 魔王城でおやすみ（上級ガイコツ兵、ガイコツ兵、うろこトナカイ）
- 100万の命の上に俺は立っている（2020年 - 2021年、盗賊、男性コーチ、アキラ、島民、友人 他） - 2シリーズ
- 戦翼のシグルドリーヴァ（市民）

2021年
- 蜘蛛ですが、なにか?

2022年
- 終末のハーレム（仲間）
- ブラック★★ロックシューター DAWN FALL（教育機関兵士一般兵）
- 黒の召喚士（冒険者）
- 農民関連のスキルばっか上げてたら何故か強くなった。（業者）
- 悪役令嬢なのでラスボスを飼ってみました（生徒、参加者）

2023年
- 最強陰陽師の異世界転生記（使用人B、死霊術士〈キーディ〉、騎士）
- ノケモノたちの夜（団員）
- 異世界ワンターンキル姉さん 〜姉同伴の異世界生活はじめました〜（オーク三男、クマたち、チンピラB、悪党、ジョニー）
- 悲劇の元凶となる最強外道ラスボス女王は民の為に尽くします。（騎士）
- 冒険者になりたいと都に出て行った娘がSランクになってた（盗賊）
- 君のことが大大大大大好きな100人の彼女（2023年 - 2025年、ビジネスマンA、参加者C、花見客B、ニュースキャスター） - 2シリーズ
- 16bitセンセーション ANOTHER LAYER（警備員C）

2024年
- 転生貴族、鑑定スキルで成り上がる（グラッツ、商人、ケーデン、ウッディ、ベント 他） - 2シリーズ
- ワンルーム、日当たり普通、天使つき。（男子生徒A）
- ダンジョンの中のひと（ボンドグ）
- 新米オッサン冒険者、最強パーティに死ぬほど鍛えられて無敵になる。（拳闘士）
- 魔王軍最強の魔術師は人間だった（海賊F、兵士、兵士E）

2025年
- 全修。（男性制作進行、町民たち、町人、街人A、酒場の客）
- 外れスキル《木の実マスター》 〜スキルの実（食べたら死ぬ）を無限に食べられるようになった件について〜（ボルク、案内人、門番、住民）
- 花は咲く、修羅の如く（生徒）
- 炎炎ノ消防隊 参ノ章（第7隊員）
- 黒執事 -緑の魔女編-（軍人）
- 薫る花は凛と咲く（紬凛太郎）
- 地獄先生ぬ〜べ〜 (2025)（生徒）
- 鬼人幻燈抄（御坊主）

### ゲーム
- ORDINAL STRATA -オーディナル ストラータ-（2019年、兵士、副隊長 他）
- Project Eternal（2020年、ルーベンス[25]）
- 映画「五等分の花嫁」 〜君と過ごした五つの思い出〜（2022年）
- ゴーヘルゴー つきおとしてこ（2024年、イアイドー[26]）
- ニンジャスレイヤー ネオサイタマ炎上（2024年、ニンジャスレイヤー）

### 吹き替え
- CALAMITY（2021年、大佐[27]）

### シリーズ一覧
1. ↑  第1シーズン（2020年）、第2シーズン（2021年）
2. ↑  第1期（2023年）、第2期（2025年）
3. ↑  第1期（2024年）、第2期（2024年）